# Strigognatha
Strigognatha is een geslacht van vlinders van de familie van de Eupterotidae, uit de onderfamilie van de Eupterotinae. De wetenschappelijke naam voor dit geslacht is voor het eerst voorgesteld door Stefan Naumann en Wolfgang Nässig in een publicatie uit 2023.
De soorten in dit geslacht komen in China en Myanmar voor.

## Soorten
- Strigognatha aungsansuukyiae Naumann & Nässig, 2023
- Strigognatha intensa Naumann & Nässig, 2023
- Strigognatha khasiana (Moore, 1879)
- Strigognatha murzini Naumann & Nässig, 2023
- Strigognatha pseudostrix Naumann & Nässig, 2023
- Strigognatha smetaceki Naumann & Nässig, 2023
- Strigognatha strix (Bryk, 1944)
- Strigognatha thailandica Naumann & Nässig, 2023